# (5267) 1966 CF
(5267) 1966 CF là một tiểu hành tinh vành đai chính. Nó được phát hiện ở Đài thiên văn Purple Mountain ở Nanjing, China, ngày 13 tháng 2 năm 1966.